# Maria Koepcke
Maria Koepcke (née Maria Emilie Anna von Mikulicz-Radecki, le 15 mai 1924 et morte vers le 24 décembre 1971) est une ornithologue allemande connue pour son travail sur les espèces d'oiseaux néotropicales. Koepcke est une autorité très respectée en ornithologie sud-américaine et son travail est encore référencé aujourd'hui. Pour ses efforts, elle est commémorée par les noms scientifiques de quatre espèces d'oiseaux péruviens et, avec son mari, d'une espèce de lézard péruvien.

## Biographie
Maria Emilie Anna von Mikulicz-Radecki est née à Leipzig, en Saxe, le 15 mai 1924, fille de Felix von Mikulicz-Radecki, professeur universitaire de gynécologie, et de Käthe Finzenhangen. La famille de son père descendait de la noblesse polonaise et le chirurgien polonais Jan Mikulicz-Radecki était l'un de ses parents[réf. nécessaire].
Dans sa jeunesse, Koepcke étudie les animaux. C'est en 1949 que Koepcke obtient son doctorat en zoologie à l'université de Kiel. Pendant son séjour à Kiel, elle rencontre son futur mari, Hans-Wilhelm Koepcke (1914-2000), également étudiant en zoologie. Après avoir obtenu leurs diplômes, ils se rendent au Pérou pour étudier les oiseaux et autres animaux sauvages originaires de la région et ils s'y marient en 1950. Ils vivent à Miraflores, une banlieue de Lima, et dirigent la Casa Humboldt, un centre d'accueil, jusqu'à sa fermeture en 1967. La fille unique des Koepcke, Juliane Koepcke, est née à Lima en 1954.
Maria Koepcke meurt à l'âge de 47 ans des suites du crash du vol LANSA 508 dans la jungle péruvienne. Le 24 décembre 1971, elle et sa fille Juliane embarquent sur le vol pour se rendre à Pucallpa, où Hans-Wilhelm travaille à l'époque, pour y passer Noël avec lui. L'avion s'écrase à cause de la foudre lors d'un violent orage. Séparée lors de l'accident, il est déterminé plus tard que Koepcke a été mortellement blessée et est morte plusieurs jours plus tard des suites de ses blessures. Sa fille, Juliane, est la seule survivante de l'accident, étant tombée de 3 000 m (10 000 -pieds), toujours attachée à son siège qui, apparemment, a amorti son atterrissage. Bien que blessée, sans nourriture et incapable de retrouver sa mère, l'adolescente a ensuite marché onze jours à travers la forêt tropicale jusqu'à trouver de l'aide.
Au moment de sa mort, Koepcke est cheffe de département d'un musée d'histoire naturelle affilié à l'université nationale principale de San Marcos à Lima et membre de la Deutsche Ornithologen-Gesellschaft.
Après la mort de Koepcke, Hans-Wilhelm et Juliane quittent tous deux le Pérou pour l'Allemagne, Juliane en 1972 et Hans-Wilhelm en 1974. Hans-Wilhelm vit à Hambourg, enseignant la zoologie à l'université de Hambourg jusqu'à sa mort en 2000. Comme ses parents, Juliane étudie la zoologie à l'université de Kiel. Elle devient mammalogiste, spécialisée dans l'étude des chauves-souris.

## Ornithologie
Koepcke s'installe à Lima en 1950, à l'âge de 26 ans, pour travailler au musée Javier Prado. Avec son mari, elle fait des expéditions à travers la région. Le couple nomme leur maison à Lima « Casa Humboldt ». Elle collecte plus de 1 500 spécimens dans la région, décrivant 14 taxons entre 1954 et 1971. Les nouvelles espèces qu'elle décrit comprennent Zaratornis stresemanni, Synallaxis zimmeri (en) et Asthenes cactorum. Elle illustre elle-même plusieurs de ses articles. 

## Espèces dédiées à Maria Koepcke
- le Petit-duc de Koepcke, Megascops koepckeae
- l'Ermite de Koepcke, Phaethornis koepckeae
- la Chauve-souris au nez poilu de Koepke (en), Mimon koepckeae[7]
- le Cassique de Koepcke, Cacicus koepckeae
- l'Hocco de Koepcke, Pauxi koepckeae[8]
- Microlophus koepckeorum[9] (génitif pluriel, nommé en l'honneur de Maria et de son mari Hans-Wilhelm)

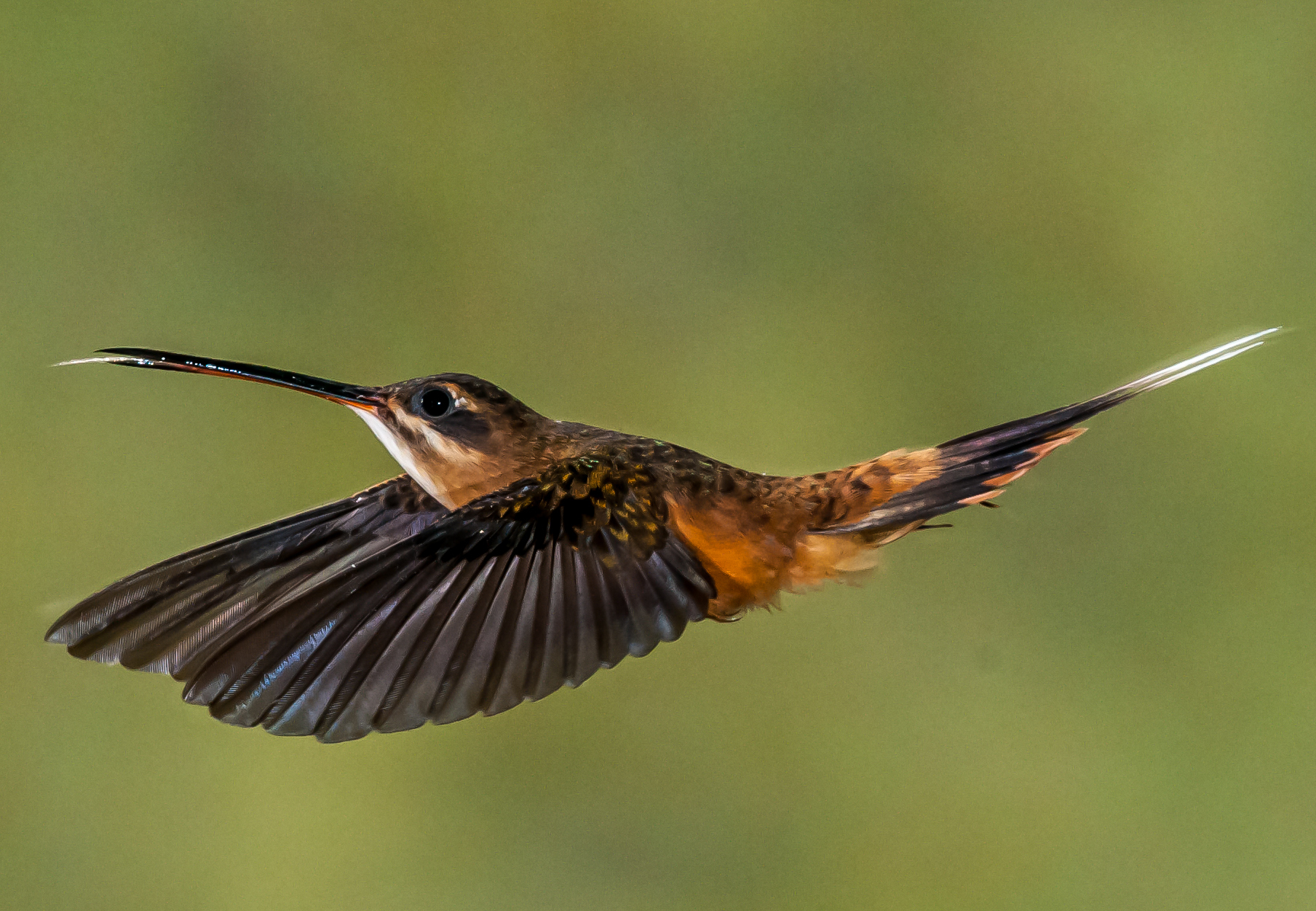
Colibri ermite de Koepke.
Aire de répartition du colibri ermite de Koepke (Phaethornis koepckeae).
Répartition du Cassique de Koepcke (Cacicus koepckeae).
Répartition du Petit-duc de Koepcke (Megascops koepckeae).
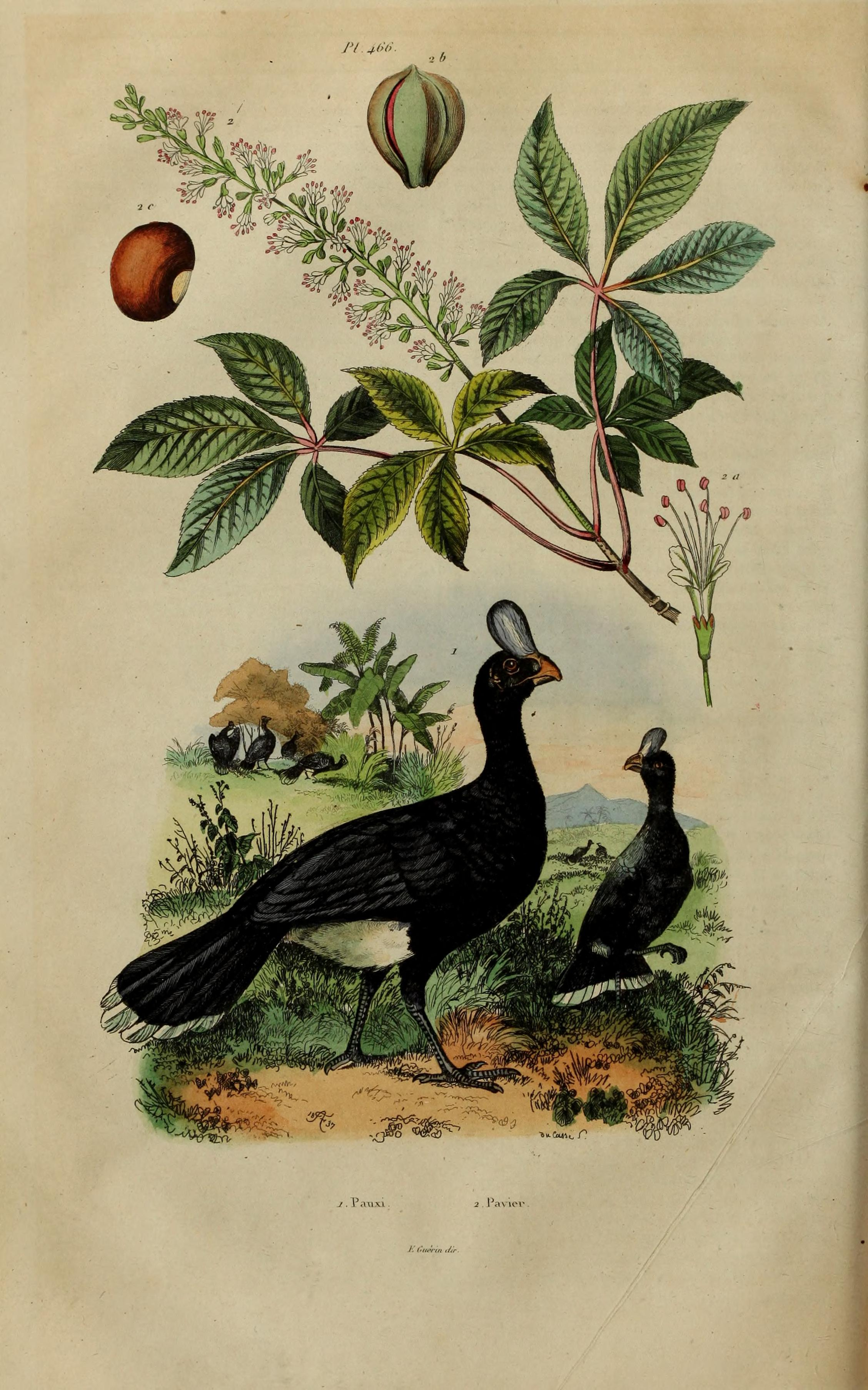
Illustration de 1838 de la Sira curassow.
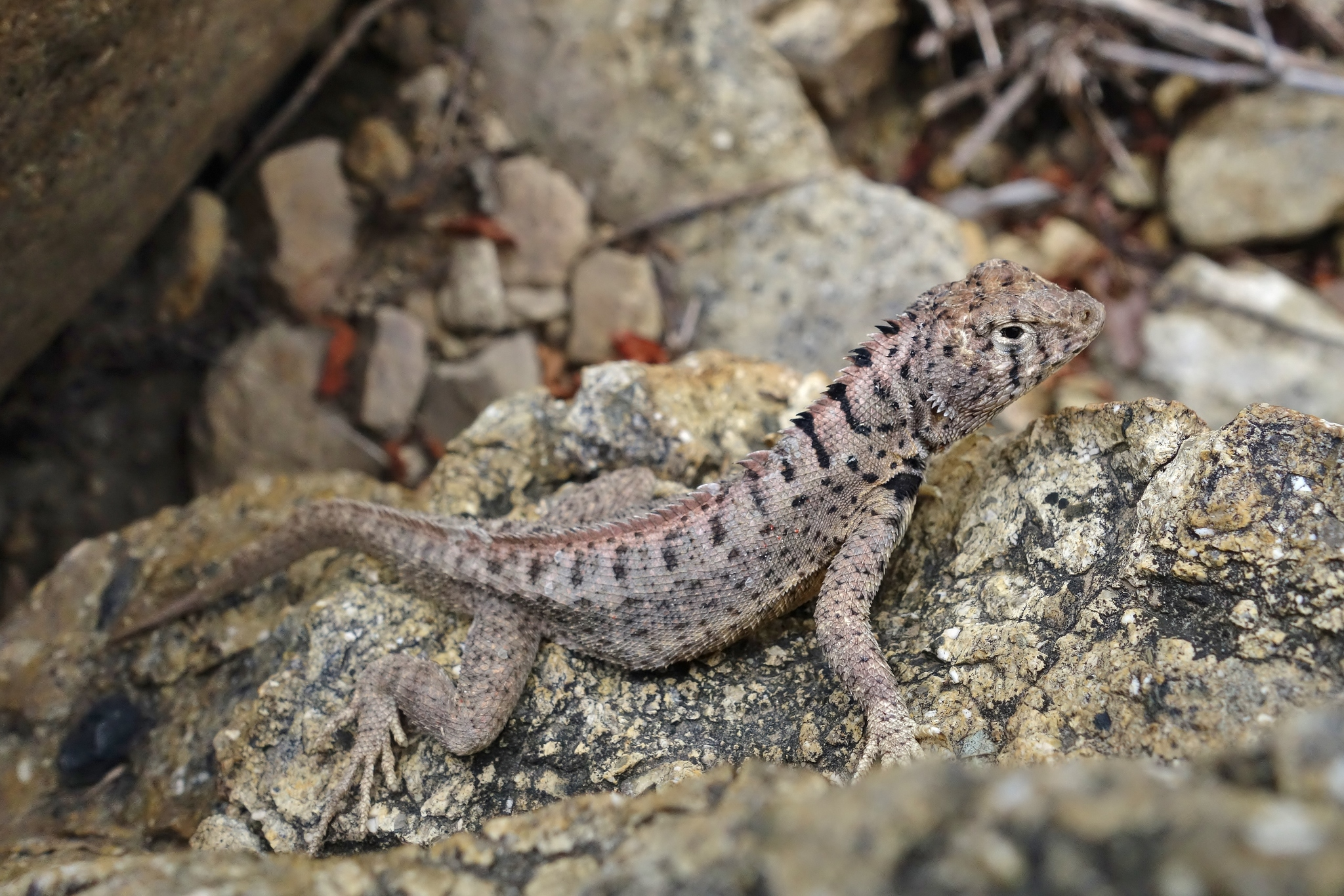
Iguane de Frost : du nom de Maria Koepcke et de son mari.